# Kallymenicola
Kallymenicola, rod crvenih algi iz porodice Meiodiscaceae, dio reda Palmariales. Porstoje tri priznate vrste, sve su morske
Rod je opisan 2017; tipična vrsta je K. superficialis

## Vrste
1. Kallymenicola invisibilis J.R.Evans & G.W.Saunders
2. Kallymenicola penetrans J.R.Evans & G.W.Saunders
3. Kallymenicola superficialis J.R.Evans & G.W.Saunders - tip